# Château de Brodick

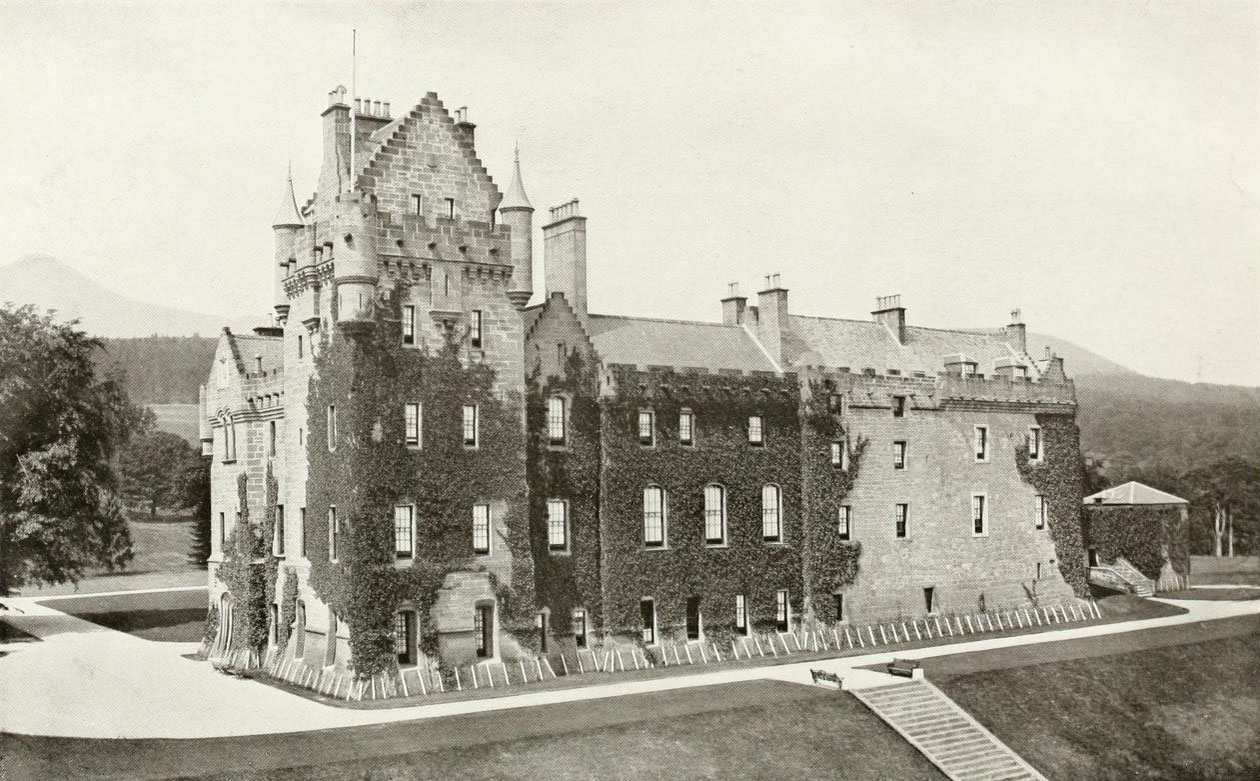
Le château vers 1879
Photo Valentine

Le château de Brodick est un château situé non loin du port de Brodick, sur l'île d'Arran, une île du Firth of Clyde, en Écosse. Autrefois le siège des ducs de Hamilton, il appartient aujourd'hui au National Trust for Scotland.
On peut y voir aujourd'hui un portrait par Thomas Gainsborough, datant de 1778 environ, représentant Richard Savage Nassau de Zuylestein (1723–1780), second fils du 3ème comte de Rochford.
La duchesse de Parme née Louise d'Artois, petite-fille de Charles X y vint, invitée par le 11ème duc de Hamilton.

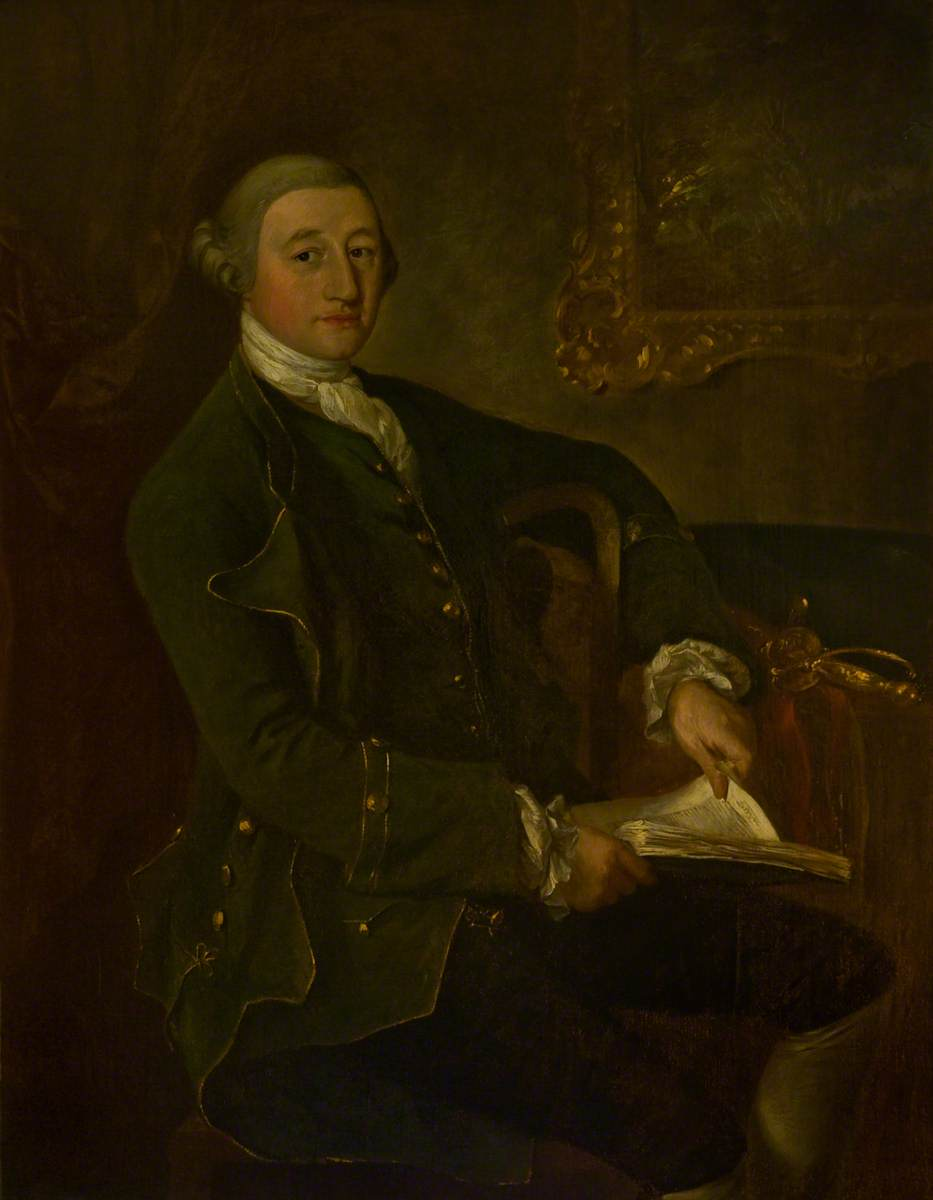
Richard Savage Nassau de Zuylestein

## Bande dessinée
Pour l'album L'Île Noire des Aventures de Tintin, Methuen, éditeur anglais, demande davantage de réalisme pour la troisième édition de 1966. Bob de Moor, alors assistant d'Hergé, suit les traces de Tintin, s'inspirant de différents lieux pour produire une nouvelle série de dessins d'arrière-plan. Il se rend sur l'île d'Arran. Selon Charles Dierick, membre des Studios Hergé, de façon erronée il s'ensuit qu'il est dit que le château de Lochranza sert de modèle alors que sur cette même île Bob de Moor reprend certains détails du château de Brodick. Il s'agit de la tour carrée flanquée de deux échauguettes, de l'oriel reposant
sur des corbeaux et du parapet à créneaux avec son mâchicoulis.